# David Von Erich
David Allen Adkisson, född 22 juli 1958, död 10 februari 1984, var en amerikansk wrestlare som tävlade som "The Yellow Rose of Texas" David Von Erich
Han var på väg att bli den absolut störste när det var planerat att han skulle bli mästare 1984, men han avled samma år av en magsjukdom.